# Central Equipment Identity Register
Pour les articles homonymes, voir EIR.
Le Central Equipment Identity Register ou CEIR (aussi appelé Equipment Identity Register ou EIR) est une base de données comportant les informations de sécurité et d'identification relatives à un téléphone mobile GSM ou UMTS.
C'est à partir de cet équipement qui stocke le code IMEI des terminaux qu'un opérateur de téléphonie mobile peut bloquer un téléphone portable volé. Si le code IMEI d'un périphérique est répertorié sur un CEIR, il n'est pas supposé fonctionner sur les réseaux des fournisseurs de services membres. Seuls les membres peuvent accéder à la base de données.
La base de données CEIR pour aussi fournir diverses statistiques intéressantes comme la croissante ou la décroissance des réseaux sur une base quotidienne, hebdomadaire ou mensuelle ou encore le nombre de types d'appareils en usage.